# Ton van der Laaken
Anton Ludovicus (Ton) van der Laaken (Den Haag, 7 februari 1953 – aldaar, 7 februari 2024) was een Nederlands korfballer. Hij maakte in de korfbalwereld het meest furore als scheidsrechter en coach. Van der Laaken won ook de prijs van Beste Scheidsrechter van Nederland.

## Loopbaan

### Speler
Van der Laaken speelde bij Achilles uit Den Haag.

### Scheidsrechter
Na zijn spelerscarrière ging Van der Laaken fluiten op hoog niveau. In totaal floot hij vijf maal de korfbalfinale in Ahoy, waaronder de zaalfinale van 1990. De finale van 1995 was zijn laatste finale. Voor seizoen 1987-1988 en 1990-1991 werd Van der Laaken onderscheiden met de prijs van Beste Scheidsrechter.
Van der Laaken was ook internationaal scheidsrechter voor de Internationale Korfbalfederatie. Zo floot hij onder andere op de Wereldspelen van 1989.

### Coach
Van der Laaken was tijdens zijn carrière als topscheidsrechter tevens coach. Zo was hij de coach van A1-jeugd van Achilles, waarmee hij in 1992 de zaalfinale won. Daarnaast was Van der Laaken hoofdcoach bij KVS, De Meervogels, ALO, ONDO, Refleks, Excelsior, KCC en HKV Achilles. Achilles was zijn laatste coachingsclub, waar hij in 2019 aangaf te stoppen.

## Korfbalfamilie
Hij was zoon van korfbalster Annie Harmsen  en Willem Hendrik Anthony van der Laaken. Ook zus Mieke van der Laaken korfbalde er. De familie was verknocht aan Toon Hermans, de rouwkaarten van moeder, zus en Ton bevatten teksten van hem. Ton ontmoette zijn eerste vrouw op korfbal, zoon Paul van der Laaken korfbalde ook bij Achilles.
Ton van der Laaken overleed op 7 februari 2024, zijn 71e verjaardag. Een aantal dagen later werd hij gecremeerd. 